# Vital Maria Gonçalves de Oliveira
Vital Maria Gonçalves de Oliveira (Pedras de Fogo, 27 novembre 1844 – Parigi, 4 luglio 1878) è stato un vescovo cattolico brasiliano. Fu proclamato «Servo di Dio» il 21 febbraio 2003.

## Biografia
Iniziò gli studi presso il seminario di Olinda e continuandoli presso il seminario di Saint-Sulpice di Parigi. Divenne frate capuccino nel 1863 e nel 1868 fu ordinato sacerdote a Tolosa.
Il 22 novembre 1871 fu nominato vescovo di Olinda e fu consacrato il 17 marzo dell anno successivo.
Nelle sue lettere pastorali il vescovo invitò tutti i vicari a indurre i massoni ad abbandonare le fratellanze o ad escluderli dalla Chiesa. Proibì inoltre di partecipare alla celebrazione di una messa in occasione di una manifestazione massonica tenutasi il 30 giugno 1872 a Recife.
Il 2 gennaio 1874 il vescovo fu arrestato a Recife e portato a Rio de Janeiro, dove giunse il 13 gennaio. Il 18 febbraio successivo fu condannato dalla Corte suprema a quattro anni di carcere duro. L'imperatore Pietro II rifiutò la grazia, ma mutò la pena in quattro anni di carcere comune.
Quando il 22 giugno 1875 il governo di Rio Branco cadde, l'imperatore incaricò il duca di Caxias di formare un nuovo governo, ma questi accettò l'offerta solo nel caso in cui l'imperatore avesse graziato il vescovo dom Vidal e il vescovo di Belem, anch'egli in stato di arresto. L'imperatore dovette cedere e il 17 settembre 1875 concesse la grazia ai due vescovi.

## Genealogia episcopale
La genealogia episcopale è:
- Arcivescovo José da Costa e Torres
- Vescovo José Maria de Melo, C.O.
- Vescovo José Caetano da Silva Coutinho
- Vescovo Manoel Joaquim Gonçalves de Andrade
- Vescovo José Antônio dos Reis
- Vescovo Manoel de Monte Rodrigues de Araújo
- Vescovo Antônio Ferreira Viçoso, C.M.
- Vescovo Pedro Maria de Lacerda
- Vescovo Vital Maria Gonçalves de Oliveira, O.F.M.Cap.